# رافاييل ألفيس
رافاييل ألفيس (18 يناير 1985 في البرازيل - ) هو لاعب كرة قدم برازيلي في مركز الدفاع. لعب مع نادي ساو كايتانو ونادي غوياس ونادي إيتوانو وأونياو ساو جواو ‏ ونادي هورايزون ‏ وأوتاوا فيوري وOcala Stampede ‏ ونادي بوا إيسبورت وOeste Futebol Clube ‏ وFort Lauderdale Strikers (2006–2016) ‏.

## وصلات خارجية
- رافاييل ألفيس على موقع قاعدة بيانات كرة القدم.إي يو (الإنجليزية)
- رافاييل ألفيس على موقع Soccerway.com (الإنجليزية)